# Dione
Dione (na língua grega clássica, Διώνη) ou Dioneia, na mitologia grega, era a deusa das ninfas. Ela foi amada por Zeus, de quem, em algumas versões, teve Afrodite, a deusa do amor, da beleza e sexualidade.
Hesíodo dá, como seus pais, Oceano e Tétis, o que a integraria às oceânides; quando essa versão é aplicada, Afrodite é que passa a ser filha de Tálassa com Urano.
Em outras versões, como a do Pseudo-Apolodoro, Dione é uma das titânides, filha de Urano e Gaia; Segundo Higino, Dione é filha de Éter e Terra, e Vênus é filha de Dione e Jove.
Dione não deve ser confundida com Dione, filha de Atlas e esposa de Tântalo, de quem teve Níobe [carece de fontes?] e Pélope. Ela o abandonou quando soube que ele havia matado Pélope. 

## Etimologia
O nome Dione é formado com base em Diós, genitivo singular de Dzeus (Zeus). Assim, podemos entender que Dione é "a brilhante, a luminosa", já que Zeus quer dizer "luz, claridade, brilho". 